# Aceste (sacerdote)
Aceste o Egeste (in latino Ăcestēs, -ae) fu un personaggio della mitologia romana, sacerdote a Lavinium, città fondata da Enea per riporvi i Penati che aveva portato con sé da Troia.
Dopo la fondazione della città di Alba le sacre immagini dei Penati vennero portate nella nuova città; dato che queste venivano sempre ritrovate misteriosamente a Lavinium, Egeste, seguito da seicento padri di famiglia, andò da Alba a Lanuvio per assicurare il culto dei Penati nel luogo in cui loro stessi volevano restare.

## Fonti
- Aurelio Vittore, Origo gentis Romanae, XVII, 2-3
- Dionigi di Alicarnasso, Antichità romane, I, 67, 2